# Ilka Schneider
Ilka Schneider (* 27. Juni 1972) ist eine ehemalige deutsche Biathletin.
Ilka Schneider wurde zwischen 1992 und 1995 mehrfach in Biathlon-Weltcup-Rennen eingesetzt. Ihr erstes Rennen bestritt sie zum Auftakt der Saison 1992/93 in Pokljuka und wurde dort im Dezember 1993 53. des Einzelrennens über 15 Kilometer. Im folgenden Sprintrennen über 7,5 Kilometer erreichte sie als drittbeste Deutsche mit Platz 29 ihr bestes Ergebnis in diesem Wettbewerb. Erfolgreicher war Schneider im Biathlon-Europacup. Hier wurde sie in der Saison 1995/96 hinter der Russin Irina Diachkowa Zweite der Gesamtwertung. 1993 wurde sie zudem Deutsche Meisterin im Einzel.

## Biathlon-Weltcup-Platzierungen
| Platzierung | Einzel | Sprint | Verfolgung | Massenstart | Staffel | Gesamt |
| ----------- | ------ | ------ | ---------- | ----------- | ------- | ------ |
| 1. Platz    |        |        |            |             |         |        |
| 2. Platz    |        |        |            |             |         |        |
| 3. Platz    |        |        |            |             |         |        |
| Top 10      |        |        |            |             |         |        |
| Punkteränge |        |        |            |             |         |        |
| Starts      | 4      | 2      |            |             |         | 6      |

(möglicherweise sind die Daten nicht komplett)

## Belege
1. ↑  „Ergebnisse ohne Bundesligen“, Sport-Bild vom 22. Dezember 1992, S. 43
2. ↑  Deutsche Meister seit 1992 – Damen. biathlon-online.de, 23. September 2008, archiviert vom Original (nicht mehr online verfügbar) am 9. August 2016; abgerufen am 11. September 2012.  Info: Der Archivlink wurde automatisch eingesetzt und noch nicht geprüft. Bitte prüfe Original- und Archivlink gemäß Anleitung und entferne dann diesen Hinweis.

| Personendaten    | Personendaten       |
| ---------------- | ------------------- |
| NAME             | Schneider, Ilka     |
| KURZBESCHREIBUNG | deutsche Biathletin |
| GEBURTSDATUM     | 27. Juni 1972       |